# 古典时代晚期

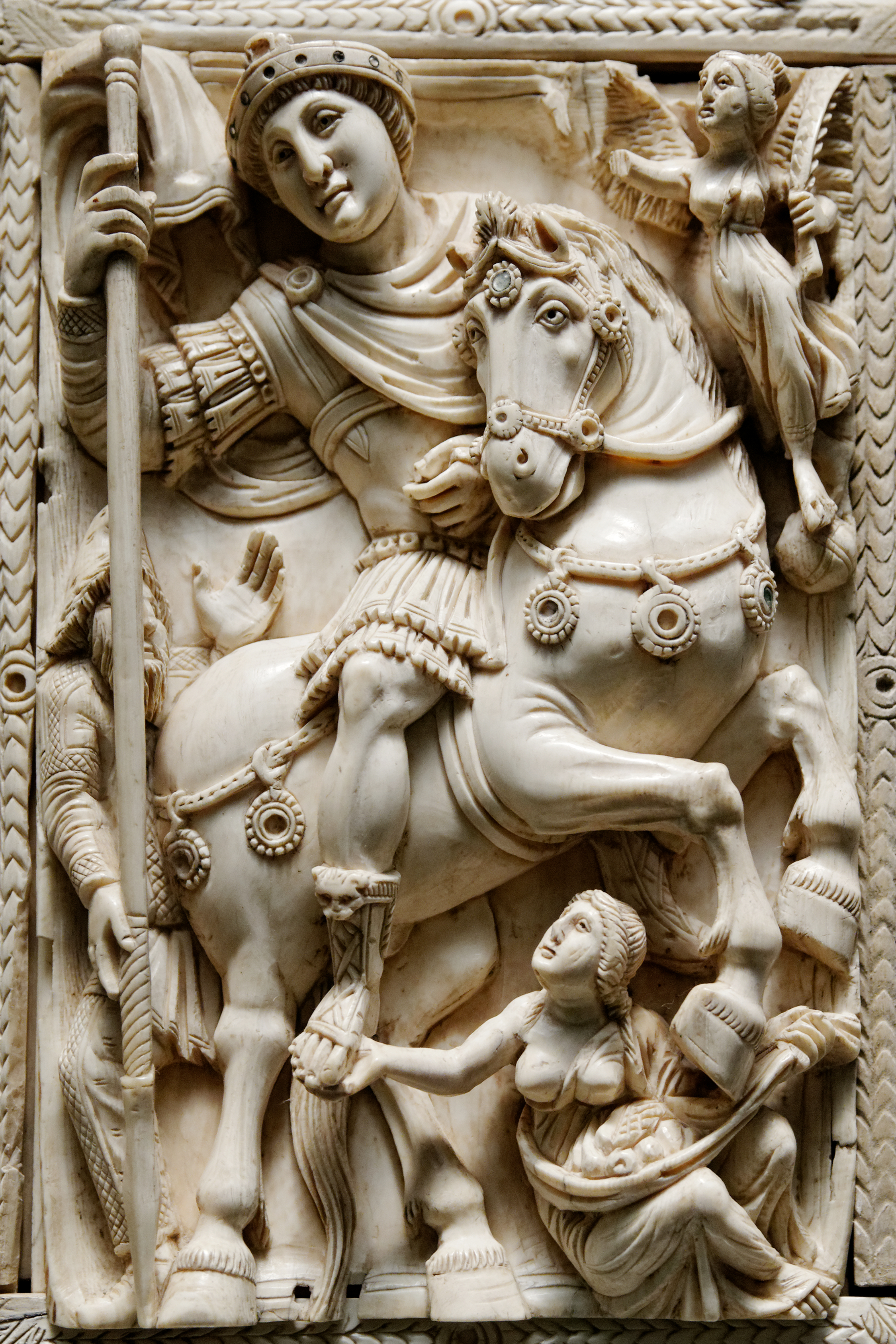
巴貝里尼象牙浮雕是一幅6世紀的象牙雙聯畫，可能描繪東羅馬帝國皇帝阿纳斯塔修斯一世或查士丁尼一世

古典時代晚期又稱作古代晚期、晚古時期或近古代（英語：Late Antiquity），意指古典古代到中世紀之間的期間，地區包含了羅馬帝國晚期（英語：Later Roman Empire）歐洲的大部分和環地中海地區。歷史學者彼得·布朗把這段期間界定在3世纪到7世紀，一般而言這段時期的開端是284年羅馬皇帝戴克里先结束三世紀危機直到641年東羅馬帝國皇帝希拉克略在位晚年期間遭受阿拉伯帝國穆斯林入侵結束。
戴克里先在位時，社會、文化以及組織出现重大轉變，羅馬開始出現東西部的概念，在君士坦丁大帝在位期間除了基督教化，甚至有更大的舉措－遷都拜占廷，並改名為君士坦丁堡，當4世紀日耳曼人大舉遷徙使476年西羅馬帝國滅亡時，蠻族也在各地建立王國，文化也呈現日耳曼－羅馬的形式，歐洲文化的基礎就在日耳曼族和基督教傳統间混合而成。
歐洲的人口和知識科技也在此際慢慢轉變，社會崩潰直到文藝復興才開始恢復，而在西羅馬帝國滅亡到中世紀之間的時期，被称为所謂的黑暗時期，源自近古代較狹義的定義。

## 辭源
德文"Spätantike"字面的意思即古典時代晚期，在20世紀前就被廣為人知的奧地利史學家阿洛伊斯格爾所引用，而比較盛行的英文相關著作是彼德布朗所著的「古典時代晚期的世界」(1971)，是由愛德華·吉朋對古典文化的觀點出發，質言之愛德華所著的「古典時代晚期的出現」予以相當的新的見解，近代瑞秋爵士的著作「中世紀的出現」，更建立了一個西方文化新的典範。
這段時期最初要追溯到戴克里先 (公元284年–305年)創建四帝共治制到中世紀早期之間，這段期間為中世紀的文化奠定基礎，以及發展出基督教化的政權，在歐洲世界外面還有所謂的拜占廷帝國，即其宿敵伊斯蘭信徒，移進歐洲的日耳曼族，例如：東哥德人以及西哥德人，都接受了羅馬留下來的傳統，在使用古典時代晚期的詞彙時，其實意涵不論社會抑或文化都是古典時代即將結束,而歐洲進入中世紀，當提及「中世紀初期」和「拜占廷初期」等詞彙均指古典時代結束，而提及民族大遷徙則意謂西羅馬帝國的滅亡，以及日耳曼人依據自己的勢力範圍建立王國，其緣於418年哥德人成為羅馬的附庸。

## 宗教
在古典時代晚期較為重大的轉變是亞伯拉罕諸教：基督教、猶太教以及伊斯蘭教，比利時的歷史學家亨利·皮雷纳則認為阿拉伯在古典時代晚期進入到中世紀扮演舉足輕重的角色。

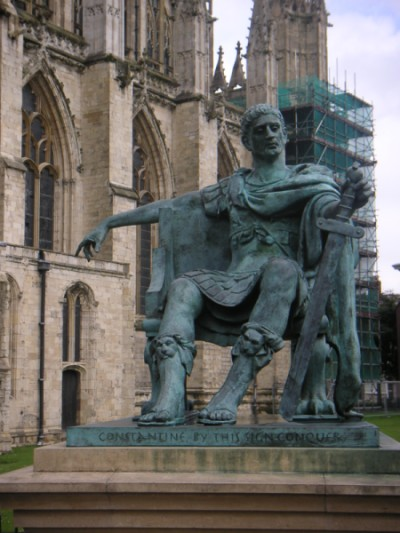
位於英格蘭約克的君士坦丁大帝的雕塑

基督教最具代表性的里程碑在君士坦丁大帝(公元306年–337年)的謀臣，即擔任主教的優西比烏使君士坦丁信奉基督教，並於次年頒布米蘭詔令，以獲取東部帝國人民支持以擊敗宿敵李錫尼(公元308年–324年)，在4世紀末狄奧多西大帝尊奉基督教為國教，古羅馬昔日的觀念完全改觀，彼得布朗曾言：「這充滿神聖的精神。」
無可否認的君士坦丁在基督教史上扮演舉足輕重的角色，並在325年召開第一次尼西亞公會議，優西比烏依據尼西亞信經確立聖父聖子同質的關係，也訂定復活節為基督教的節日。
修道制度最早源於3世紀的埃及，他們在教堂之外作修行，直到8世紀成為基督教的規定，修行制度並非基督教在古典時代晚期才有的舉措，但對當時確實有重要的影響，其他直到注意的措施包含了「茹素」、「聖人」(若該人對宗教有所貢獻在死後冊封聖號) ，聖愚也是在該時其出現人們把看似遊民的傳教士之言解釋為聖諭，此舉在後來的帝俄國內時分風行，「登塔」是指教士在五十呎高的塔上修行長達40餘年，此舉在拜占廷帝國風行。
伊斯蘭教在7世紀初現的阿拉伯民族間，當時阿拉伯人並不團結，分散於拜占廷帝國和波斯薩珊王朝的境內，當阿拉伯建立伊斯蘭帝國後，阿拉伯占領了北非以及位於西班牙的西哥德王國，甚至入侵到法國境內。
古典時代晚期古羅馬宗教於4世紀在優西比烏的建議下重要性被基督教取代，然而兩個宗教之間相互影響產生綜攝的過程，也有新的思想出現例如：諾斯底主義或著是新柏拉圖主義。
此時也因傳教出現了新科技：羊皮紙用以取代莎草纸。

### 世俗以及教士
4世紀基督教社群開始出現，分歧產生於領導階層能否是平信徒以及必須禁慾，他們企圖把羅馬在公、私領域的傳統抹去，企圖心與親屬之間的親情在拉扯，能否和異教徒聯姻成為主要課題，這與之後教士是否需要單獨身的議題並不相同，在古典時代晚期基督教有時接受沒有婚姻的性關係，以期規範在都市的教士，獨身已經和現實脫節，都市教士已經融入都市上流階級中的菁英，限制婚姻不符實際傳教需求。

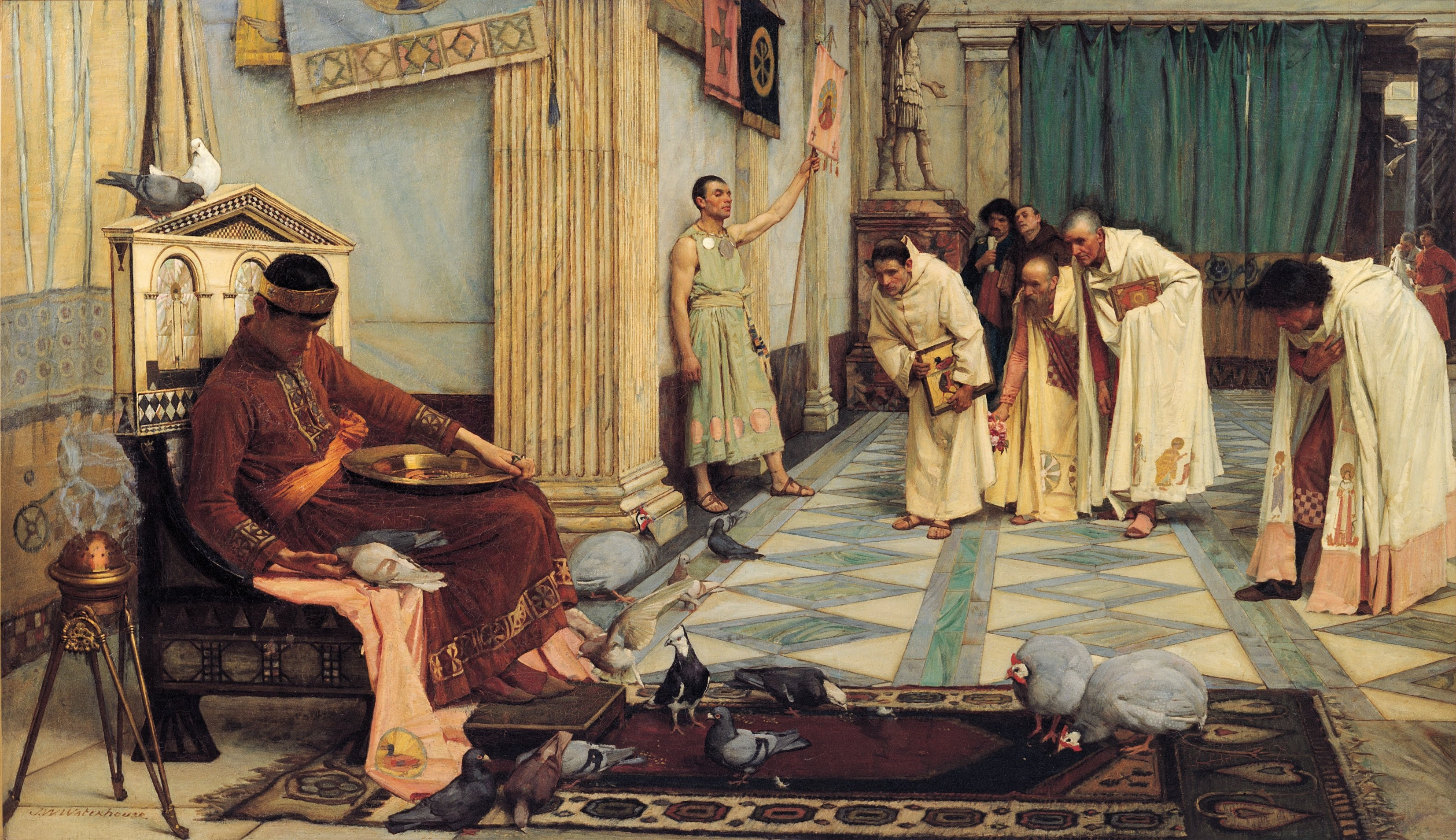
19世紀畫家對5世紀道德頹廢的觀感所繪

## 政治變遷
古典時代晚期的政治以及社會基礎圍繞著羅馬帝國而變遷。
羅馬公民在二到三世紀被課徵沉重的賦稅，以供應掌權者的公共娛樂，這些制度可以追溯到安敦尼王朝，安敦尼王朝是羅馬歷史中最為強盛的年代，然而到了後代沒有皇帝可以超越他們的成就，然而這些成為傳統的制度反倒拖累之後的羅馬，在君士坦丁大帝建成新都君士坦丁堡之後，造成古典時代晚期所謂的上層階級被集中管理，他們家境良好又可受教育，古典的教育使其擁有知識足以晉升元老院，古典時代晚期的社會更加的官僚化，甚至可以進而被推舉為皇帝，共和時代的元老院議員珠光寶氣的象徵，後來被拜占廷的皇室所沿用，這也顯了御用的內閣顧問也是有可能成為貴族，進而出席宮廷的會議參與決策，由此可見奧古斯都的決策往往被其親信以及顧問所左右。